# Kolfibergranit
Kolfibergranit är ett material som består av en blandning av kolfibrer och granit. Blandningen, som tagits fram av det tyska företaget TechnoCarbon, tål stora påfrestningar i form av högt tryck och har hög dragtålighet. Materialet har ungefär samma viktförhållande som aluminium men drabbas inte av metallutmattning, vilket aluminium kan.